# Bernard-Joseph Saurin

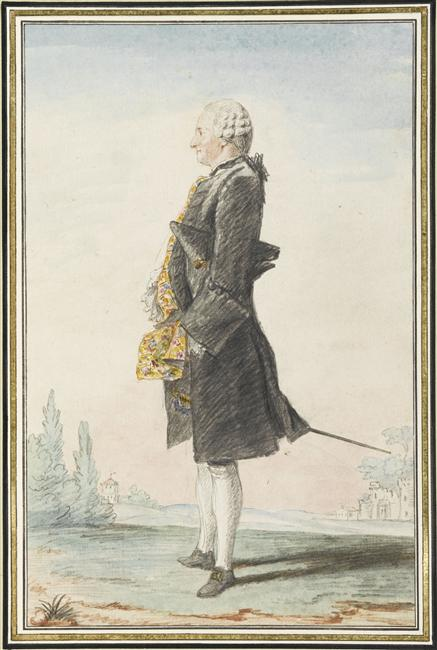
Bernard-Joseph Saurin

Bernard-Joseph Saurin (ur. 1706 w Paryżu, zm. 17 listopada 1781 tamże) – francuski dramatopisarz i poeta, a także prawnik. Syn Josepha Saurina. Przez piętnaście lat pracował jako prawnik, karierę w teatrze rozpoczął w wieku 40 lat. Pierwsze dramaty, tragedia Les Trois rivaux i komedia Aménophis nie odniosły sukcesu, odniosły go natomiast w 1760 tragdia Spartacus i komedia Les Mœurs du temps, wystawione i ciepło przyjęte w Comédie-Française. W 1761 Bernard-Joseph Saurin został wybrany członkiem Akademii Francuskiej, gdzie zajmował Fotel 39. Niektóre z jego sztuk zostały przetłumaczone na język angielski, a sam Saurin jest autorem kilku francuskich przekładów angielskich dramatów. Za najbardziej znaną sztukę jego autorstwa uchodzi Béverlei, tragedia napisana w 1768 roku. 

## Dzieła
- Aménophis, tragedia, prapremiera w Comédie-Française 12 listopada 1752
- Spartacus, tragedia, prapremiera w Comédie-Française 20 lutego 1760
- Les Mœurs du temps, jednoaktowa komedia, prapremiera w Comédie-Française 22 grudnia 1760
- Blanche et Guiscard, komedia na podstawie angielskiej Tancred and Sigismunda Jamesa Thomsona, prapremiera w Comédie-Française 25 września 1763
- L'Orpheline léguée, komedia w 3 aktach, prapremiera w Fontainebleau, Comédiens français ordinaires du Roi, 5 listopada 1765; Paryż, 6 listopada 1765
- Béverlei, pięcioaktowa tragedia na podstawie angielskiej The Gamester Edwarda Moore’a, prapremiera w Paryżu, Comédiens français, 7 maja 1768
- L'Anglomane, ou l'Orpheline léguée, komedia w jednym akcie, Fontainebleau, Comédiens français, 5 listopada 1772; Paryż, 23 listopada 1772
- Sophie Francourt, komedia prozą w 4 aktach, Paris, Comédiens italiens ordinaires du Roi, 18 lutego 1783